# Меттернихи
Ме́ттерних (нем. Metternich) — угасший в 1992 году немецко-австрийский дворянский род из Порейнья. Из него происходил Клеменс фон Меттерних, герцог Порталла — наиболее могущественное лицо в Австрийской империи I половины XIX века.

## Предки канцлера
Меттернихи — младшая ветвь старинного нижнерейнского рода, владевшего Хеммерихом близ Бонна. В Средние века за ними закрепилась важная должность камерария архиепископа Кёльнского. В продолжение XVII века род Меттернихов дал Священной Римской империи трёх духовных курфюрстов:
- Лотар Иоганн Рейнхард фон Меттерних (1551—1623) — архиепископ Трирский с 1599 г.
- Лотар Фридрих фон Меттерних-Буршейд (1617-75) — архиепископ Майнцский с 1673 г.
- Карл Генрих фон Меттерних-Виннебург (1622-79) — избран архиепископом Майнца за несколько дней до смерти.

В 1679 г. Филипп Эммерих фон Меттерних был возведен в графы. Франц Георг Карл фон Меттерних перешёл от рейнских духовных курфюрстов на австрийскую дипломатическую службу. Он был главным имперским комиссаром на Раштадтском конгрессе 1797—1799 гг. В 1803 г. благодаря усилиям своего могущественного сына возведен в сан имперского князя.
Потеряв при уступке левого берега Рейна Франции свои родовые владения, фамилия Меттерних получила взамен этого швабское аббатство Оксенгаузен, поставленное при учреждении Рейнского союза (1806) в зависимость от Вюртемберга, а в 1825 г. проданное Вюртембергской династии. При упразднении империи семейство канцлера было медиатизировано.

## Потомки канцлера

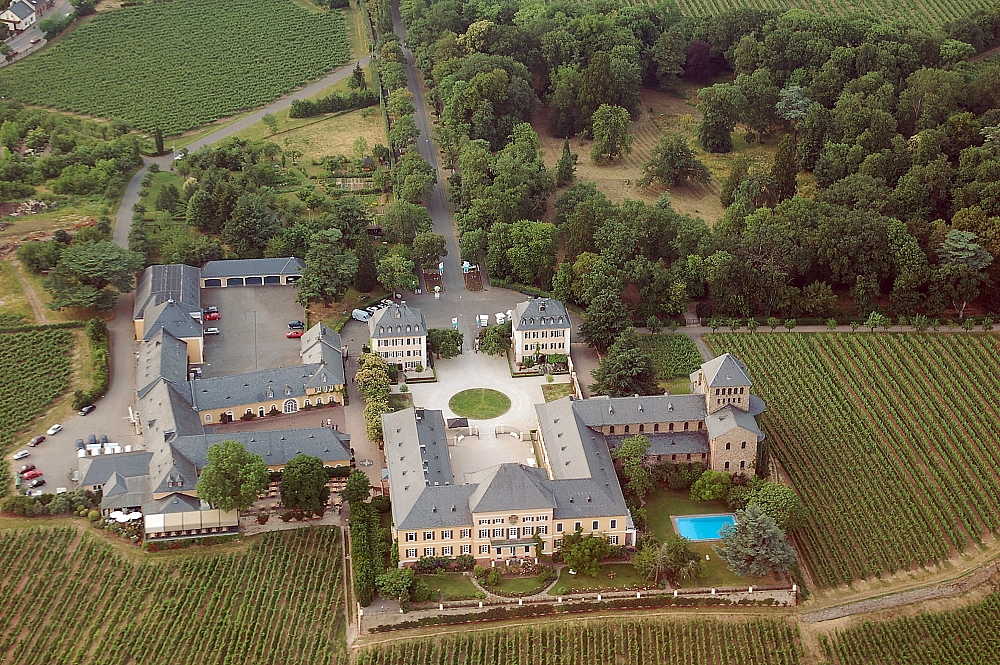
Замок Йоханнисберг окружён старейшими виноградниками сорта «Рислинг»

Сын австрийского канцлера, Рихард фон Меттерних (1829-1895), в 1859-70 гг. представлял Австро-Венгрию при дворе Наполеона III. Он находился несколько в тени своей деятельной жены и племянницы, Полины фон Меттерних (1836—1921), которая покровительствовала восточноевропейским композиторам. Эдгар Дега написал её известный портрет.
У этой знаменитой пары не было наследников мужского пола, а из трёх дочерей старшая была за князем Эттингеном, средняя — за графом Вальдштейном, а младшая осталась девицей, но незадолго до смерти в 1963 году усыновила герцога Корвейского и Ратиборского из рода Гогенлоэ. После пресечения рода Меттернихов его потомки приняли четверную фамилию Гогенлоэ-Шиллингсфюрст-Меттерних-Шандор.
После Рихарда княжеский титул унаследовал его младший брат Пауль Клемент (1834—1906). От брака с графиней Зичи у него был единственный сын Клемент, чья супруга, Изабель, дочь испанского маркиза де Санта-Крус, всего несколько месяцев не дожила до 100-летнего юбилея в 1980 году. 
Последним из Меттернихов был их сын, князь Пауль Альфонс (1917—1992). Его женой была княжна Татьяна Илларионовна Васильчикова (1915—2006). Брак был бездетный. На базе родового замка Йоханнисберг Т. Васильчикова организовала музыкальный фестиваль Рейнгау.